# Aenne Burda – Die Wirtschaftswunderfrau
Aenne Burda – Die Wirtschaftswunderfrau ist ein zweiteiliger deutscher Fernsehfilm der Regisseurin Francis Meletzky aus dem Jahr 2018. Die Filmbiografie  nach einem Drehbuch Regine Bielefeldts erzählt vom Aufstieg der Offenburger Verlegerin Aenne Burda, dargestellt von Katharina Wackernagel, die dem Burda-Konzern ab 1950 mit Burda Moden, einem Modemagazin mit Schnittmustern, zu großem wirtschaftlichen Erfolg im In- und Ausland verhalf. Neben Wackernagel sind unter anderem Fritz Karl, Luise Wolfram, Annika Olbrich, Cornelia Gröschel und Jean-Yves Berteloot in weiteren Rollen zu sehen.
Produziert wurde der Mehrteiler von Polyphon Pictures im Auftrag des Südwestrundfunks für Das Erste. Die Dreharbeiten fanden von September bis Dezember 2017 in Deutschland, Frankreich und auf Sizilien statt, darunter an Originalschauplätzen wie dem ehemaligen Verlagssitz Aenne Burdas in Offenburg. Premiere feierte die Produktion am 20. November 2018 in der ebenfalls dort ansässigen Oberrheinhalle in Anwesenheit von Cast, Crew und Burdas Nachkommen. Die Erstausstrahlung erfolgte in der ARD und im ORF ab 5. Dezember 2018. Bei Kritikern stieß der Spielfilm auf geteiltes Echo.

## Handlung

### Teil 1
Offenburg, 1949. Die Bevölkerung in der französischen Besatzungszone leidet unter den wirtschaftlichen Bedingungen der Nachkriegszeit. Die Eisenbahnertochter Aenne Burda, die durch ihre Heirat mit dem erfolgreichen Druckerei- und Verlagsinhaber Franz Burda ein gutsituiertes bürgerliches Leben führt, sieht in ihrer Geschäftsidee, eine Modezeitschrift zu produzieren, die Frauen Modelle zum Nachschneidern bieten soll, die sowohl gewinnbringende als auch gleichermaßen ersehnte Flucht aus der Tristesse. Ihr Mann, der sich in wirtschaftlicher Verantwortung für sie und die drei gemeinsamen Söhne Franz, Frieder und Hubert sieht, nimmt die Vorschläge seiner Gattin jedoch nicht ernst und ermahnt sie, ihren häuslichen Pflichten als Frau und Mutter nachzukommen. Aenne fügt sich in seine Entscheidung.
Als sie durch Zufall entdecken muss, dass ihr Mann nicht nur Affären unterhält, sondern mit seiner ehemaligen Sekretärin Evelyn Holler und einer unehelichen Tochter im Nachbarort Lahr eine Zweitfamilie pflegt, sieht Aenne ihr Leben aus den Fugen geraten, sie reist kurzerhand nach Paris, um dort ihren alten Freund André Lambert, den Geschäftsführer eines Modeverlages, zu besuchen. In der aufblühenden Modemetropole erfährt sie von Lambert, dass Holler mit Franz’ Mitteln in Lahr einen eigenen kleinen Verlag betreibt, welcher genau die Modezeitschrift publiziert, die Aenne schon immer vorgeschwebt war. Vor Wut schäumend reist sie ab und stellt, kaum zu Hause angekommen, Franz ein Ultimatum: Entweder er übergibt die Verantwortung der Zeitschrift in ihre Hände oder sie lässt sich von ihm scheiden.
Nur widerwillig lässt Franz sich darauf ein. Aenne wirft ihre Konkurrentin persönlich aus dem Verlag und beginnt in den kargen Produktionsräumen des Verlages umgehend mit der Umgestaltung der kleinauflagigen Zeitschrift – ihre Favorit Moden soll sich essentiell von allen anderen Modepublikationen auf dem Zeitschriftenmarkt unterscheiden. Nach anfänglicher Zurückhaltung kann Aenne auch ihre Mitarbeiter von ihrer Vision überzeugen und sie erhält maßgebliche Unterstützung von ihrer engagierten Assistentin Edith Schmidt und der talentierten Chef-Schneiderin Lise Schneegass. Die beiden sind es schließlich auch, die Aenne noch vor Produktion der ersten Ausgabe vorschlagen, Bürgerinnen von Offenburg und Lahr zu vermessen, um endlich realistische Kleidergrößen festzulegen.
Überzeugt von ihrem Projekt, stürzt Aenne sich immer tiefer in die Arbeit – zum Leidwesen ihrer Kinder und ihres Mannes, für die sie immer weniger Zeit erübrigen kann. Wiederholt kommt es zwischen ihr und Franz, der sich von Evelyn nicht distanzieren will, deswegen zum Streit. Schließlich fordert Aenne von ihm ein, dass er ihr den Verlag überschreibt. Im Gegenzug versichert sie, auf alle Ansprüche aus seinem Vermögen zu verzichten und sämtliche wirtschaftliche Risiken alleinverantwortlich tragen zu wollen. Erneut gibt Franz nach reiflicher Diskussion nach, doch als er zu einem gemeinsamen Termin mit seinem Notar bestellt, erfährt Aenne, dass auf dem Verlag hohe Verbindlichkeiten liegen, die sie im Falle einer Überschreibung an Franz zurückzahlen muss. Entsetzt aber siegessicher unterzeichnet sie dennoch den vorgelegten Vertrag.

### Teil 2
Trotz des übernommenen Schuldenberges treibt Aenne die Produktion der ersten Ausgabe von Favorit Moden unerbittlich voran. Um die Stückkosten möglichst gering zu halten, einigt sie sich mit Franz, den sie widerwillig mit dem Druck der Zeitschrift beauftragen muss, auf die Produktion von 100.000 Exemplaren – dabei kann sie selbst die Löhne ihrer beunruhigten Mitarbeiter nur mit großer Mühe auszahlen, nachdem sie ihren Schmuck ins Pfandhaus gegeben hat.
Einen entscheidenden Schritt vorangebracht wird die Produktion der Erstausgabe schließlich durch Grafiker Wilhelm Kemper, dem es nach einer Idee Aennes gelingt, verschiedene Größen eines Schnittmusters auf einem einzigen Bogen unterzubringen und damit den für Druck und Handel essentiellen Umfang des Heftes gering zu halten.
Noch während des Drucks kommt es zur Fast-Katastrophe: Ein österreichischer Verlag hält bereits die Rechte an dem Titel Favorit und droht mit gerichtlichen Konsequenzen. Aenne beschließt kurzerhand, weiter produzieren zu lassen und die gedruckten Exemplare anschließend mit dem neuen Titel Burda Moden zu überkleben. Kaum im Handel, ist die erste Ausgabe des Magazins überraschend schnell ausverkauft. Aenne sieht sich in ihrer Vision bestätigt und treibt unermüdlich die Weiterproduktion voran. Selbst Skeptiker Franz, der Burda Moden fortan zu seinen lukrativsten Druckaufträgen zählt, zollt ihr seine Anerkennung. Einzig in der Modebranche stößt Aennes Zeitschrift zunächst auf Ablehnung. Erst als sie hohe Investitionen tätigt und in großem Umfang Kleider bei den von ihr bevorzugten Modemachern einkauft, kann sie sich deren Anerkennung und Wertschätzung verdienen.
Als sie vier Jahre später dank des großen Erfolges von Burda Moden für ihren Verlag einen Neubau in Offenburg einweihen kann, beschließt sie erstmals, sich eine längst überfällige Auszeit zu gönnen. Sie überlässt die Geschäfte ihrer Assistentin Edith und reist ohne Familie zu ihrem Künstlerfreund Hans Kuhn nach Sizilien.
Vor Ort lernt die nun losgelöste Aenne den dort ansässigen Italiener Massimo Russo kennen. Während die beiden sich Hals über Kopf verlieben, hat Franz sich für seine Frau entschieden und seine langjährige Geliebte Evelyn sowie die gemeinsame Tochter nach Wiesbaden umziehen zu lassen. Als er Aenne zu deren Überraschung in Sizilien abholen will, konfrontiert diese ihn mit ihrem Geliebten. Franz fällt aus allen Wolken. Doch obwohl Aenne nicht bereit ist, die Beziehung zu Massimo aufzugeben, beschließen die beiden, zusammenzubleiben.

## Produktion

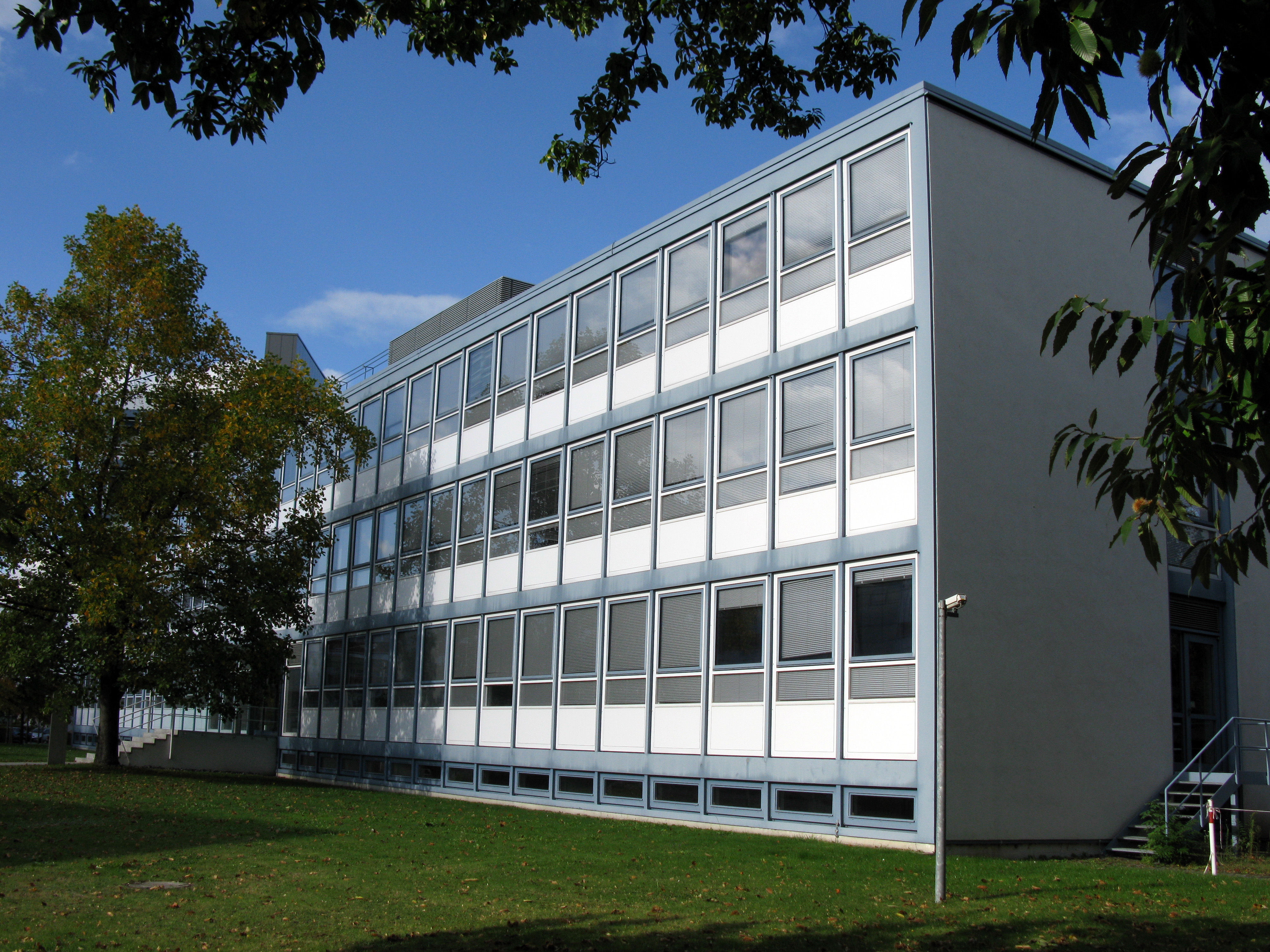
Gedreht wurde unter anderem in dem von Aenne Burda erbauten Verwaltungsgebäude in Offenburg.

Initiiert wurde die Entstehung von Aenne Burda durch Regine Bielefeldt. Die Drehbuchautorin kannte den Namen der Verlegerin vornehmlich von den Schnittmusterpackungen ihrer Mutter, die leidenschaftlich genäht und sehr viele davon besessen hatte. Bielefeldt beschrieb ihre Annäherung an Aenne Burda als „spannenden Prozess“: „Ich habe alles über sie gelesen, was ich finden konnte, habe Menschen getroffen, die mit ihr und für sie gearbeitet haben oder sie privat kannten.“ Produzentin Sabine Tettenborn äußerte, dass das „Projekt in vielerlei Hinsicht ein Glücksfall“ für sie gewesen sei, da sie als Produzentin mit Sitz in Baden-Württemberg immer auf der Suche nach Projekten sei, die „in der Region angesiedelt sind und gleichzeitig eine deutschlandweite, auch internationale Strahlkraft“ hätten. Sie sei von der Projektidee sofort überzeugt gewesen, nachdem Bielefeldt an sie herangetreten war.
Den repräsentativsten Ausschnitt aus Burdas ereignisreichem Leben für eine Spielhandlung zu finden, gestaltete sich schwierig. Letztlich entschied sich das Team dazu, sich auf die Jahre 1949 bis 1953 zu konzentrieren.
Produziert wurde Aenne Burda von Polyphon Pictures, einer in Baden-Baden ansässigen Beteiligung der Polyphon Film- und Fernsehgesellschaft, im Auftrag des SWR für Das Erste. Biographin Ute Dahmen, Autorin des Werkes Wunder sind machbar über das Leben von Aenne Burda, stand bei der Umsetzung des Projektes bis zur Fertigstellung als Beraterin zur Seite. Die Regie übernahm mit Francis Meletzky auf Wunsch der Produzentin und des SWR ebenfalls eine Frau. Neben Tettenborn trat Maike Delbos als Producerin in Erscheinung, die Redaktion lag bei Manfred Hattendorf und Friederike Barth.
Der SWR finanzierte den Film ohne Inanspruchnahme von Fördergeldern. Die Dreharbeiten zum Zweiteiler dauerten von September bis Dezember 2017. In Deutschland wurde unter anderem in Offenburg, Berlin und Baden-Baden gedreht, darunter erhaltene Originalschauplätze wie der Stammsitz des Hubert-Burda-Media-Konzerns. Im Ausland fanden weitere Drehs in Paris und Sizilien statt. Mehr als 2000 Kleidungsstücke wurden für rund 1250 Komparsen entliehen oder produziert.

## Kritiken
Rainer Tittelbach schrieb in seiner Rezension für Tittelbach.tv: „Wie es der Filmtitel erwarten lässt, dreht sich in den 180 Minuten so gut wie alles um die erfolgreiche Verlegerin.“ Das liege nicht zuletzt auch an ihrer Darstellerin Katharina Wackernagel, „die man fortan zwangsläufig mit dieser Rolle verbinden wird“: „Sie verleiht dieser öffentlichen Frau eine enorme physische Präsenz und macht aus ihr das, was sie war: eine Persönlichkeit […] Wackernagel gibt Aenne Burda etwas Unwiderstehliches […] Auch wenn der Plot nicht vor Originalität strotzt und das kleinstädtische Lokalkolorit und die Art und Weise, wie sich die Bürgerschaft das Maul zerreißt über diese Frau, nicht gerade vor Sexyness sprüht, so ist man als Zuschauer doch sofort bei dieser Heldin des Alltags und fiebert den Genugtuungen entgegen, zu denen es einfach kommen muss.“

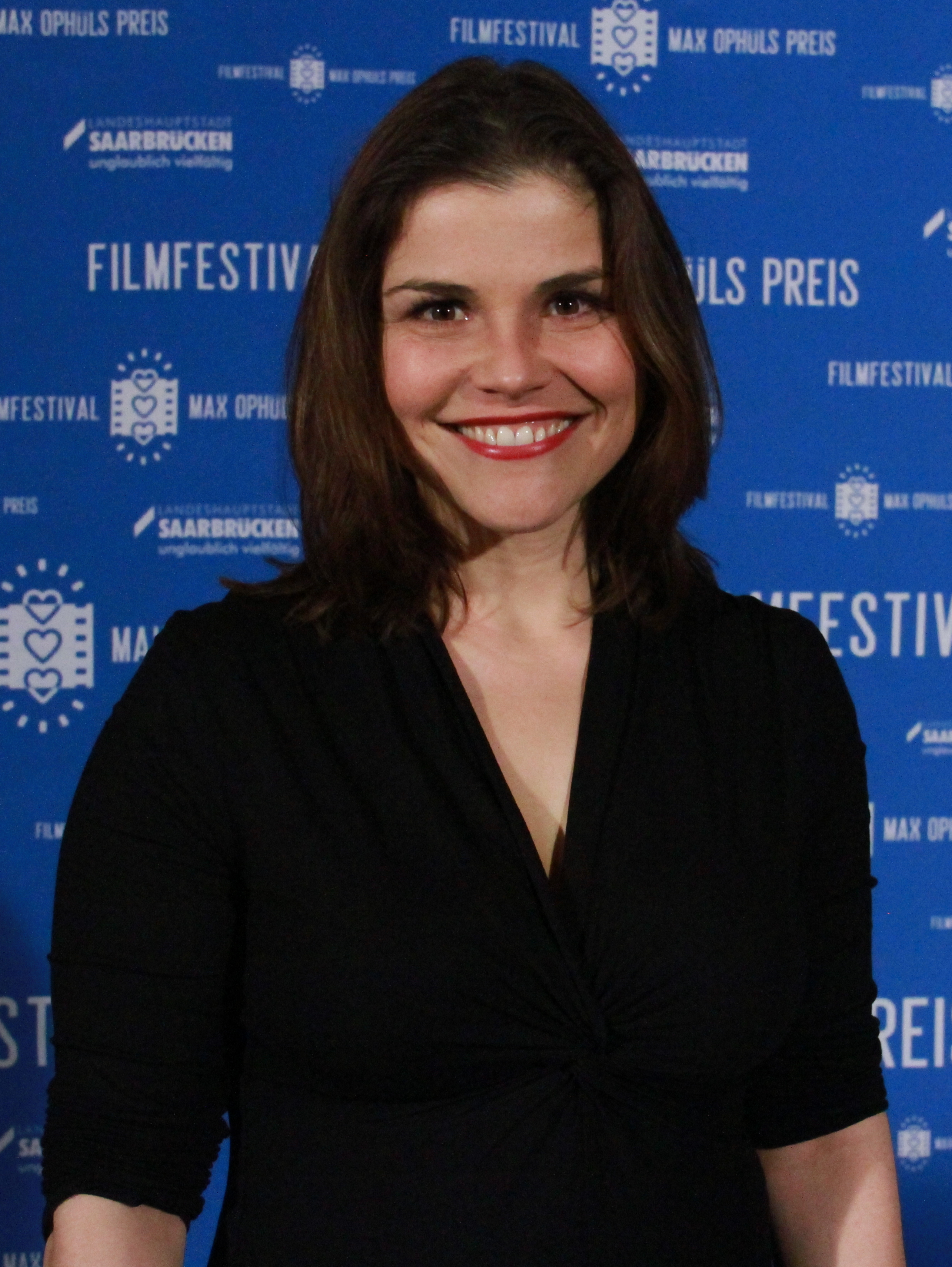
Katharina Wackernagel erhielt positive Kritiken für ihre Darstellung Aenne Burdas.

Oliver Jungen von der Frankfurter Allgemeinen Zeitung bezeichnete die Produktion als „Film von der Stange“, der „altbackenes Gefühlsfernsehen“ biete. Das Drama beschränke sich auf „wenige gefällige Grundmotive“ und seine Figuren seien „leider viel zu eindimensional geraten“: Das „vielfach bezeugte Herrische, Glamourverliebte und Rücksichtslose Aenne Burdas wurde nahezu komplett wegidealisiert, obwohl (oder weil) es den allzu lieblichen Film aufgerauht hätte.“ Lob fand Jungen hingegen für das Spiel seiner Hauptdarstellerin: „Bei einer so kraftvollen und versierten Darstellerin wie Katharina Wackernagel, die trotz der ansehnlichen Leistung von Fritz Karl als Filou und Ehemann Franz in allen Momenten den Film dominiert, sieht man einer solchen Mythisierung freilich selbst dann gern zu, wenn sich die Emanzipationsszenen zum zehnten Mal zu wiederholen scheinen.“
Spiegel-Redakteur Oliver Kaever nannte den Zweiteiler „brisanten Stoff – aber betulich inszeniert“. Es mute merkwürdig an, „wie geradezu backfischhaft und konventionell der Fernsehfilm Aenne Burda von diesem radikalen Bruch mit Wertvorstellungen und Konventionen erzählt. Das durch und durch künstliche Szenenbild vermittelt den Eindruck, die Geschichte spiele in einem Freilichtmuseum der Fünfzigerjahre.“ Die Inszenierung sinke dabei gelegentlich auf „Traumschiff-Niveau“, wobei Bielefeldts Drehbuch zwar den Regeln der Fernsehdramaturgie folge und ohne größere Überraschungen auskomme, „aber in der Konzentration auf das zentrale Thema der Emanzipation ähnlich halsstarrig wie seine Heldin“ sei und dadurch Diskrepanz produziere, die „Aenne Burda dann doch interessant macht“.
„Der Film wirkt, als habe die Handlung nicht für 180 Minuten gereicht. Würde man Aenne Burda um all’ jene Szenen kürzen, die nichts zur Geschichte beitragen, wäre das Ergebnis vermutlich ein spannender zweistündiger Fernsehfilm“, urteilte Tilmann P. Gangloff in der Frankfurter Rundschau. Wackernagel sei „eine treffende Besetzung für die Verlegerin, vermittelt aber zu oft das Gefühl, die Rolle nicht verinnerlicht, sondern wie ein Kostüm übergestreift zu haben. Viele Dialoge klingen deklamiert.“ Aenne Burda fehle trotz der „opulent wirkenden Bildgestaltung“ neben Tempo auch „ein gewisser Biss“ und wirke „gerade im ersten Teil über weite Strecken trotz der gefälligen Musik wie einer jener öffentlich-rechtlichen Themenfilme, in denen Beiläufigkeit verpönt scheint. Teil zwei ist deutlich dichter erzählt und entsprechend kurzweiliger. Aennes ausführlicher Ausflug nach Sizilien, wo sie sich in einen Italiener verliebt, wirkt allerdings, als habe man bei der Drehbuchbesprechung festgestellt, es müsse dringend noch etwas Herz in die Geschichte.“

## Erfolg
Teil 1 wurde erstmals am 5. Dezember 2018 im Ersten ausgestrahlt. Mit 6,25 Millionen Zuschauern und einem Marktanteil von 21,2 Prozent lag er auf dem ersten Platz in der Hauptsendezeit. In der werberelevanten Zielgruppe der 14- bis 49-Jährigen schalteten 890.000 Zuseher ein; das entspricht einem Marktanteil von 9,9 Prozent. Teil 2 wurde am 12. Dezember 2018 gesendet und von 6,35 Millionen Zuschauern gesehen, das waren rund 100.000 mehr als in der Vorwoche. Der Marktanteil lag bei 20,7 Prozent, bei den 14- bis 49-Jährigen bei 9,9 Prozent.